# Myonebrides sexpunctata
Myonebrides sexpunctata là một loài bọ cánh cứng trong họ Cerambycidae.